# Masao Yamamoto
Masao Yamamoto (Japans: 山本昌男, Yamamoto Masao) (Gamagori, 1957) is een Japans fotograaf die woont en werkt in Yamanashi, ten westen van Tokio. In 2011 bracht hij samen met de Belgische kunstenares Arpaïs Du Bois het boek Where We Met uit, uitgegeven door de Antwerpse galerie Gallery FIFTY ONE en Lannoo.

## Stijl en werk
Het belangrijkste onderwerp in de fotografie van Yamamoto is de natuur. Zijn beelden hebben, binnen de Japanse traditie, nauwelijks een onderwerp of kleur. Yamamoto's beelden worden klein afgedrukt zodat ze in een portefeuille passen en kunnen worden meegedragen. Tijdens een tentoonstelling worden ze zo opgehangen dat ze samen een nieuw verhaal maken. In 2016 maakte hij Tori, een reeks over vogels, en koos hij er voor om de foto's op een groter formaat af te drukken zodat iedere foto zijn eigen verhaal kan vertellen. Zijn typische zilvergelatinedruk realiseert hij door de foto's in thee te drenken, het handelsmerk van Yamamoto.